# Ramon de Araújo Siqueira
Ramon de Araújo Siqueira (* 19. September 1998 in Rio de Janeiro), auch einfach nur Ramon genannt, ist ein brasilianischer Fußballspieler.

## Karriere

### Verein
Ramon de Araújo Siqueira erlernte das Fußballspielen in der Jugendmannschaft von Fluminense Rio de Janeiro in Rio de Janeiro. Hier stand er von 2018 bis 2019 unter Vertrag. Von Januar 2019 bis Februar 2019 wurde er an den brasilianischen Verein CS Alagoano nach Maceió ausgeliehen. Mit CSA gewann der die Staatsmeisterschaft von Alagoas. die Von August 2019 bis Dezember 2019 spielte er auf Leihbasis beim japanischen Zweitligisten FC Ryūkyū. Der Klub aus der Präfektur Okinawa spielte in der zweiten japanischen Liga, der J2 League. Im Januar 2020 wurde er vom FC Ryūkyū fest unter Vertrag genommen. Die Saison 2020 wurde er an Gainare Tottori ausgeliehen. Mit dem Verein, der in der Präfektur Tottori beheimatet ist, spielte er in der dritten Liga. Für den Drittligisten absolvierte er neun Spiele. Anfang 2021 kehrte er nach der Ausleihe zu Ryūkyū zurück. 2021 stand er fünfmal für Ryūkyū in der zweiten Liga auf dem Spielfeld. Nach Vertragsende ging er im Februar 2022 nach Ecuador. Hier schloss er sich dem Erstligisten Guayaquil City FC aus Guayaquil an.

### Nationalmannschaft
Ramon spielte 2014 zweimal in der brasilianischen U17-Nationalmannschaft.

## Erfolge
Brasilien U17
- U-17-Fußball-Südamerikameisterschaft: 2015

CS Alagoano
- Staatsmeisterschaft von Alagoas: 2019